# Internetmask

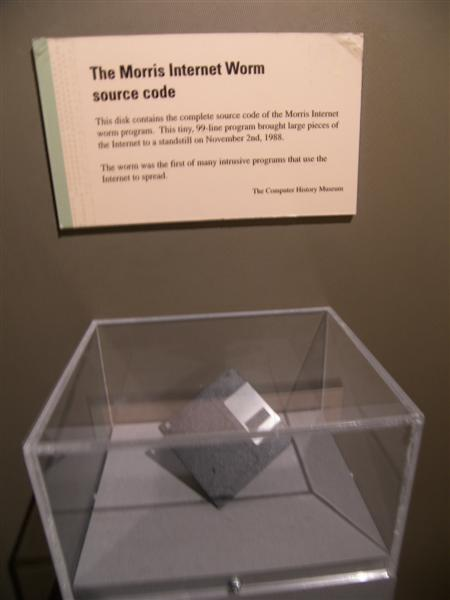
Källkoden till Morrismasken i en monter på Museum of Science i Boston.

Den här artikeln handlar om datorprogrammet mask, för andra betydelser se mask
Internetmask är en form av datorvirus som själv sprider sig från dator till dator över Internet, utan att behöva hjälp från någon oförsiktig användare. Detta är vad som skiljer en mask från övriga datorvirus. Maskar är därför oftast beroende av någon form av säkerhetshål för att kunna spridas.
Många maskar gör inget annat än att sprida sig själva, men har i princip full kontroll över den infekterade datorn. Bara genom sin spridning kan de dock orsaka stor skada och höga kostnader. Ibland har maskar använts för att utföra överbelastningsattacker mot stora webbplatser från infekterade datorer.

## Historik
Uttrycket mask som namn på ett självspridande program kommer från science fiction-romanen The Shockwave Rider av John Brunner, släppt 1975. I romanen så skapar Nichlas Haflinger ett självspridande program för informationsinsamlande som en hämndaktion mot de som styr romanens Internetliknande nätverk.
Den första internetmasken som spreds på internet skapades av en student vid Cornell University i USA och kallades Morrismasken efter sin skapare, Robert T. Morris. Den började spridas den 2 november 1988 och hade vid sin höjdpunkt smittat ungefär 10 % av alla internetanslutna datorer. I timmarna efter att masken identifierats skapades även en mailinglista som fick namnet Phage List där datatekniker samarbetade för att förhindra fortsatt spridning, täppa till de säkerhetshål som masken använde och ta bort den från alla infekterade system. I efterdyningarna av maskens härjning skapades även CERT Coordination Center som en central punkt för dataexperter att samla och hämta information om nödfall på internet.
Efter Morrismasken så började andra maskar dyka upp, redan 1989 attackerade WANK/OILS-masken VMS-system och tio år senare när internet växt till sig så började antalet och spridningen av maskar att öka markant då många drabbades av maskar som HAPPY99, Nimda och ILOVEYOU, där bara den sistnämnde orsakade skador för över 5,5 miljoner USD och tvingade flera stora företag och myndigheter att stänga av sina mailservrar.

## Maskar med goda avsikter
Från och med den allra första forskningen av maskar på Xerox PARC, har det gjorts försök att skapa användbara maskar. Nachifamiljen av maskar, till exempel, försökte ladda ner och installera patchar från Microsofts webbplats för att åtgärda sårbarheter i värdsystemet genom att utnyttja samma sårbarheter. I praktiken, även om detta kan ha gjort dessa system säkrare, genererade masken stor nätverkstrafik, startade om maskinen och gjorde sitt arbete utan samtycke av datorns ägare eller användare. Oavsett nyttolast eller deras ägares avsikter, så anser de flesta säkerhetsexperter alla maskar som malware.

## Berömda internetmaskar
- Code Red
- Blaster
- Nimda
- Morrismasken
- Mydoom
- Slammer